# سونی اریکسون زد۸۰۰آی
سونی اریکسون زد۸۰۰آی (به انگلیسی: Sony Ericsson Z800i)، یک‌نمونه از گوشی‌های تلفن همراه سری زد (به انگلیسی: Z) شرکت سونی اریکسون می‌باشد که توسط همین شرکت در سه ماهه اول سال ۲۰۰۵ به بازار عرضه شده‌است.